# Гастон IV де Фуа
Гастон IV де Грайи или де Фуа (фр. Gaston de Grailly (de Foix); 26 февраля 1423 — 25 июля 1472, Ронсесвальес) — граф де Фуа и де Бигорр, виконт де Беарн с 1436, виконт де Кастельбон 1425—1462, виконт де Нарбонн 1447—1468, пэр Франции с 1458, сын Жана I де Грайи, графа де Фуа, и Жанны д’Альбре, дочери Карла I д’Альбре, гасконский военачальник на службе короля Франции во время Столетней войны.

## Биография
При рождении Гастон получил титул виконта де Кастельбон. После смерти отца в 1436 году унаследовал его владения под опекой дяди, Матье де Фуа, графа де Комменж.
Служил военачальником у короля Франции Карла VII, который в 1439 году назначил Гастона генерал-лейтенантом французских сил в Гиени, чтобы он мог препятствовать готовившемуся наступлению английской армии под командованием Джона Холланда, графа Хантингтона, однако поход в итоге не состоялся.
В 1441 году Гастон поддержал своего дядю Матье в борьбе против графа Жана IV д’Арманьяк за графство Комменж, но в итоге был вынужден подчиниться королю.
Позже Гастон участвовал в отвоевывании Гиени у англичан. В 1442 году он захватил Тарта. 9 июля 1443 года он назван генералом-лейтенантом Гиени и Гаскони. 26 декабря 1447 года Гастон купил виконтство Нарбонн.
После окончания перемирия с англичанами Гастон возобновил военные действия. В 1449 году он захватил крепость Молеон, а также города Сен-Совер, Иль-де-Додон. В мае 1451 года Гастон в составе армии под командой Жана, графа Дюнуа принял участие в захвате Дакса, в 1452 году — Байоны и Бордо. 17 июля 1453 года Гастон принял участие в битве при Кастийоне. Позже он захватил Медок и Кадиллак, где приказал повесить коменданта Геллерде, который во время переговоров попытался убить Гастона.
3 декабря 1455 года король Наварры Хуан II назначил свою дочь Элеонору и её мужа, Гастона IV де Фуа, наследниками Наварры, лишив наследства своего сына, Карла, принца Вианского. Для помощи тестю против Карла Вианского Гастон отправился в Нижнюю Наварру, где попытался захватить восставшего против отца принца. Позже Хуан назначил Гастона генерал-лейтенантом Наварры.
В знак признания заслуг Гастона король Карл VII в августе 1458 года сделал Гастона пэром Франции.
После смерти в 1461 году короля Карла VII его сын, Людовик XI попытался воспользоваться смутами, которые охватили Арагон после смерти в 1458 году короля Альфонсо V, которому наследовал Хуан II, тесть Гастона. Для того, чтобы привлечь на свою сторону Гастона, Людовик договорился о браке между своей сестрой Мадлен и наследником Гастона IV, Гастоном Молодым.
Во время восстания знати против короля Людовика XI в 1465 году, образовавшей Лигу общего блага, Гастон сохранил верность королю, борясь в Оверни против герцога Жана II де Бурбон. Однако, не очень доверяя Гастону IV и опасаясь его возрастающего могущества, Людовик поддержал мятеж Гастона Молодого против отца. Кроме того он интригами добился, чтобы Хуан II Арагонский сместил Гастона IV с поста генерал-лейтенанта Наварры.
После смерти Гастона Молодого в 1470 году Людовик XI отказался доверить Гастону IV опеку над внуками. В результате недовольный Гастон сблизился с братом Людовика Карлом Беррийским и герцогом Бургундии Карлом Смелым, враждовавших с королём. Кроме того Гастон выдал свою дочь Маргариту за герцога Бретани Франциска II, также враждовавшим с Людовиком. Однако после смерти Карла Беррийского 14 мая 1472 года больной Гастон бежал в Наварру к Хуану II, где и умер.

## Брак и дети
Жена: с 30 июля 1436 года Элеонора Арагонская (2 февраля 1425 — 12 февраля 1479), королева Наварры с 1479, дочь Хуана II, короля Арагона и Наварры, и Бланки д’Эврё, королевы Наварры. Дети:
- Гастон де Фуа (1444 — 23 ноября 1470), виконт де Кастельбон с 1462, принц Вианский
- Пьер II Молодой де Фуа (7 февраля 1449 — 10 августа 1490), епископ Ванна с 1476, архиепископ Арля, кардинал с 1476, вице-король Наварры 1479—1484
- Жан де Фуа (после 1450 — 5 ноября 1500), граф д’Этамп с 1478, виконт де Нарбонн с 1468, претендент на наваррский трон в 1483—1497 гг.
- Мария де Фуа (после 1452—1467); муж: с 19 января 1465 Гульельмо VIII (19 июля 1420 — 27 февраля 1483), маркиз Монферрато
- Жанна де Фуа (после 1454 — после 10 февраля 1476); муж: с 19 августа 1469 Жан V д’Арманьяк (1420 — 6 марта 1473), граф д’Арманьяк
- Маргарита де Фуа (после 1458 — 15 мая 1486); муж: с 27 июня 1471 Франциск II (23 июня 1433 — 9 сентября 1488), герцог Бретонский
- Екатерина де Фуа (после 1460 — до 1494); муж: с 1469 Гастон II де Фуа-Кандаль (ум. 1485), капталь де Буш, граф де Кендал и де Бенож
- Изабелла де Фуа (после 1462 — ?)
- Элеонора де Фуа (после 1466 — в млад.)
- Жак де Фуа (ок. 1469—1500), граф де Монфор